# Prießnitz (Naumburg)

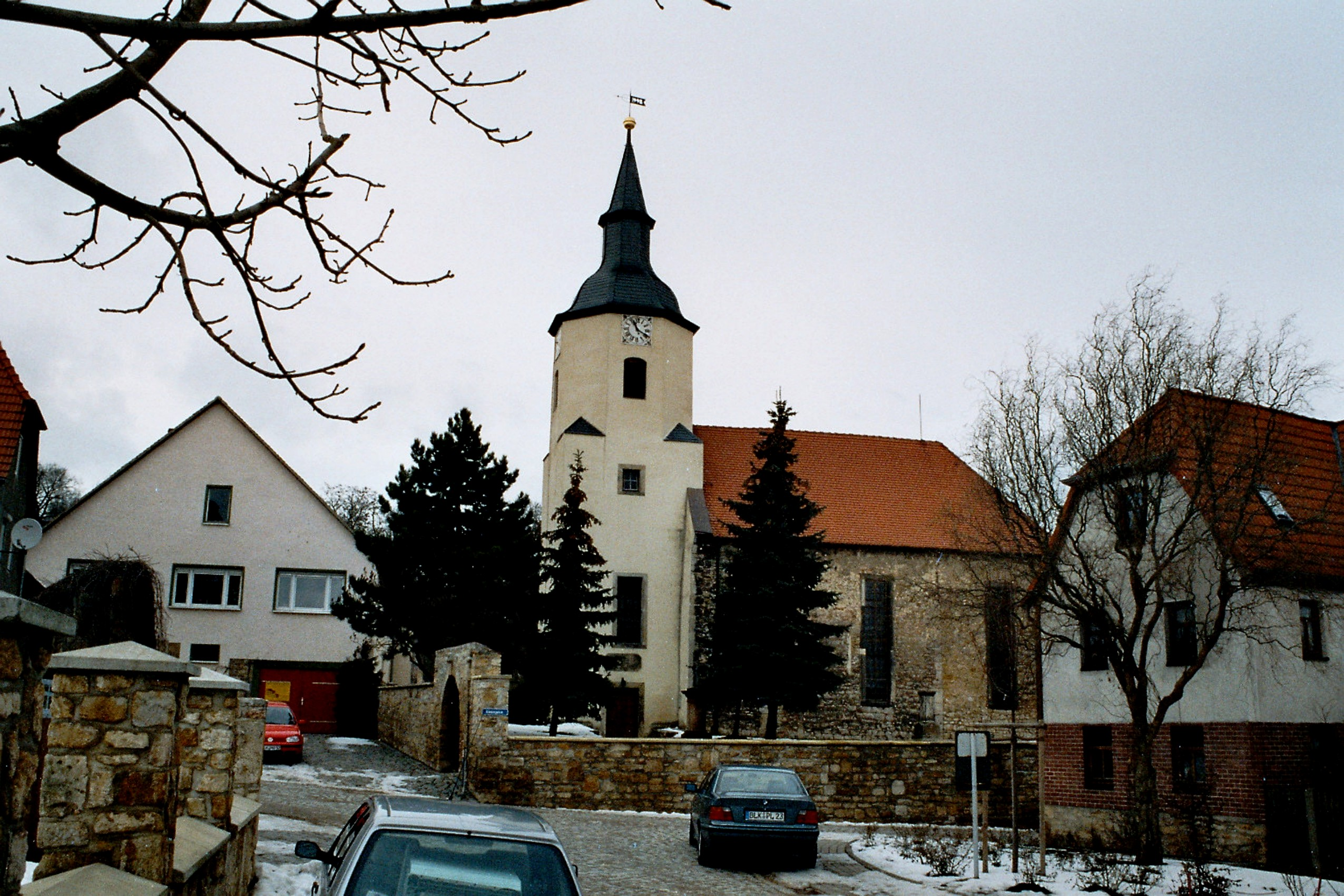
Kirche

Prießnitz ist ein Ortsteil der Stadt Naumburg (Saale) im Burgenlandkreis in Sachsen-Anhalt.

## Geografie
Prießnitz liegt zwischen Jena und Naumburg (Saale) auf einem erhöhten überlössten Ackerbaustandort südlich der Saaleanhöhen bei Naumburg.

## Geschichte
Während die im Jahre 1196 ausgestellte Urkunde für Prießnitz nordöstlich der Kleinstadt Camburg im Jahre nicht sicher zuzuordnen ist, kann die Nennung von 1349/50 im Lehnbuch Friedrich des Strengen sicher zugewiesen werden. Der Ort gehörte zum wettinischen Kreisamt Eisenberg, welches aufgrund mehrerer Teilungen im Lauf seines Bestehens unter der Hoheit verschiedener Ernestinischer Herzogtümer stand.
Am 16. Oktober 1806 wurde Prießnitz am Rande der Schlacht bei Jena/Auerstedt von französischen Truppen heimgesucht. Den Prießnitzern wurde irrtümlich vorgeworfen, sie hätten einen Verpflegungstransport der Franzosen überfallen und ausgeraubt. Das ganze Dorf sollte deswegen abgebrannt und sieben Jünglinge auf dem heutigen Angstplatz erschossen werden, doch der Sohn des damaligen Pfarrers, Christian Gottlob Großmann, war der französischen Sprache mächtig und konnte den Irrtum aufklären. Die sieben Jünglinge wurden verschont, man schoss über ihre Köpfe hinweg. Jedes Jahr um den 16. Oktober wird mit einer Festwoche des damaligen Ereignisses gedacht.
1826 kam Prießnitz mit dem Nordteil des Kreisamts Eisenberg vom Herzogtum Sachsen-Gotha-Altenburg zum Herzogtum Sachsen-Meiningen und wurde Teil der Exklave Camburg. Von 1922 bis 1939 gehörte der Ort zur Kreisabteilung Camburg, anschließend bis 1948 zum thüringischen Landkreis Stadtroda, danach kurzzeitig zum Landkreis Jena. Bei der Gebietsreform von 1952 in der DDR kam der Ort an den Kreis Naumburg im Bezirk Halle, wodurch seine Zugehörigkeit zu Thüringen endete.
Die Gemeinde gehörte ab dem 1. Januar 2008 bis zu deren Auflösung am 31. Dezember 2009 zur Verwaltungsgemeinschaft Wethautal.
Am 1. Januar 2010 wurde die bis dahin selbstständige Gemeinde Prießnitz zusammen mit den Gemeinden Crölpa-Löbschütz, Janisroda und der Stadt Bad Kösen in die Stadt Naumburg (Saale) eingemeindet.

## Verkehr
Nordwestlich von Prießnitz verläuft die Bundesstraße 88, die von Jena nach Naumburg (Saale) führt.